# Martine Crefcoeur
Martine Crefcoeur (Rotterdam, 23 mei 1935 – aldaar, 18 april 2020) was een Nederlands actrice.

## Biografie
Crefcoeur doorliep het Lyceum in Rotterdam. Tijdens haar opleiding aan de Toneelacademie Maastricht werd zij gevraagd voor de rol van Anne Frank in Het dagboek van Anne Frank bij Toneelgroep Theater. Na haar afstuderen bleef ze nog vijf jaar werkzaam bij het Arnhems theatergezelschap. Daarna was Crefcoeur verbonden aan onder meer het Nieuw Rotterdams Toneel, het Ro Theater en theatergezelschap Bonheur. Ze vertolkte een hoofdrol in de theaterfeuilleton The Family van Lodewijk de Boer en in de gelijknamige film. In de jaren negentig gaf ze acteerlessen aan het Jeugdtheater Hofplein in Rotterdam
Crefcoeur overleed in april 2020 op 84-jarige leeftijd aan de gevolgen van COVID-19.

## Werk

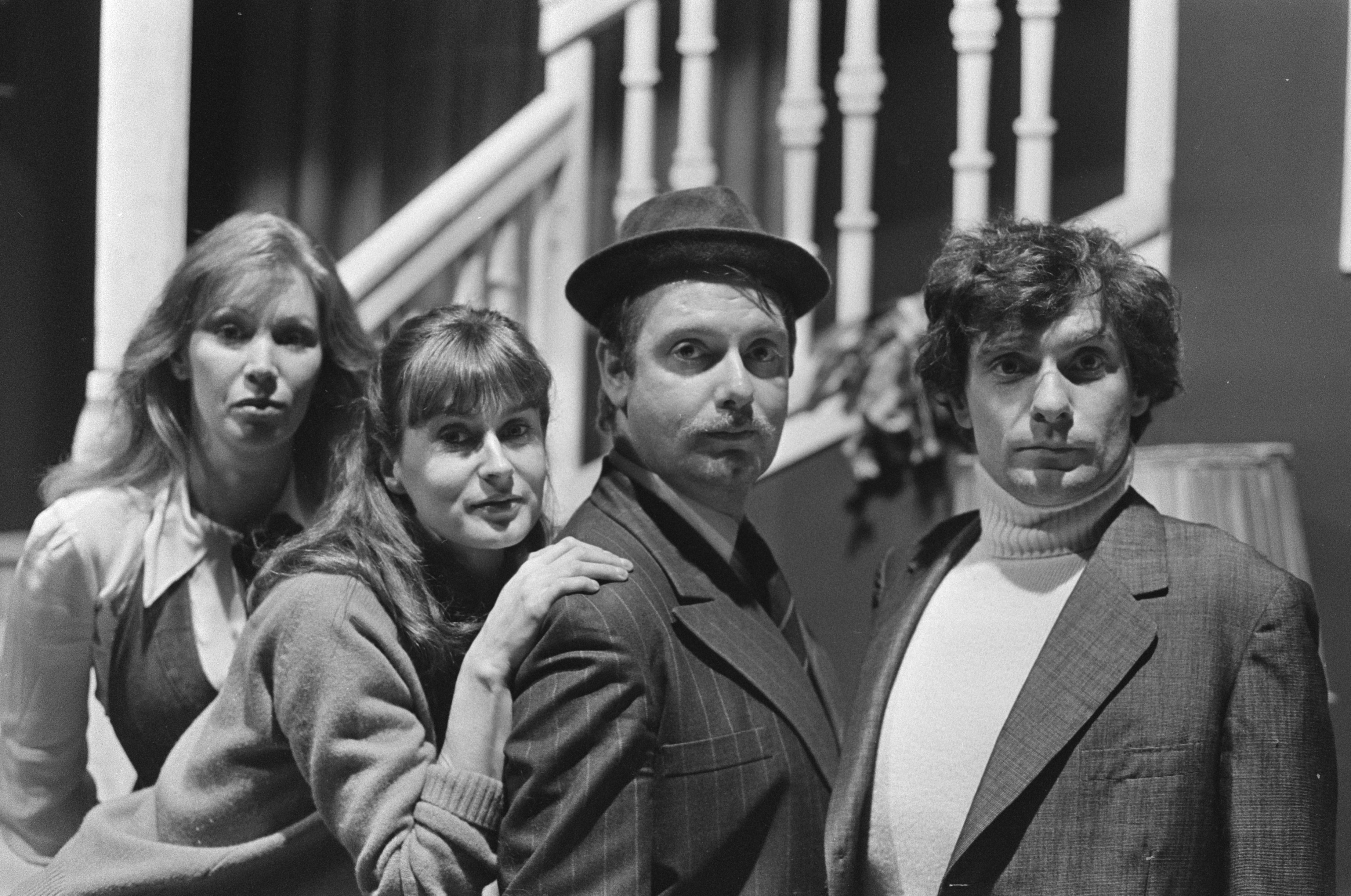
Crefcoeur (2e van links) in Vechtpaar (1975)

### Theater (selectie)
- 1956: Het dagboek van Anne Frank (Toneelgroep Theater)
- 1965: Pasen (Toneelgroep Theater)
- 1966: Hamlet, prins van Denemarken (Nieuw Rotterdams Toneel)
- 1967: Het tuinfeest (Nieuw Rotterdams Toneel)
- 1970: Twee heren uit Verona (Nieuw Rotterdams Toneel)
- 1972: The Family, theaterfeuilleton
- 1981: Op hoop van zegen (Het Open Theater)
- 2001: Lazarus (Rotterdamse Schouwburg)
- 2003: Elektra (Rotterdamse Schouwburg)

### Film
- 1973: The Family, als Gina

### Hoorspel (selectie)
- 1968: De kiosk, als het meisje
- 1979: Alice in Wonderland, als Alice
- 1982: Achter het net gevist, als Lisa Molenkamp